# Liên đoàn bóng đá Campuchia
Liên đoàn bóng đá Campuchia (tiếng Khmer: សហព័ន្ធកីឡាបាល់ទាត់កម្ពុជា; tiếng Pháp: Fédération du Cambodge de football; tiếng Anh: Football Federation of Cambodia, FFC) là tổ chức quản lý, điều hành các hoạt động bóng đá ở Campuchia. FFC quản lý đội tuyển bóng đá quốc gia Campuchia, tổ chức các giải bóng đá như giải vô địch bóng đá Campuchia, cúp bóng đá Campuchia,.... FFC là thành viên của cả Liên đoàn bóng đá thế giới (FIFA), Liên đoàn bóng đá châu Á (AFC) và Liên đoàn bóng đá Đông Nam Á.
Chủ tịch của Liên đoàn bóng đá Campuchia là Sao Sokha.